# Tragia chlorocaulon
Tragia chlorocaulon är en törelväxtart som beskrevs av Henri Ernest Baillon. Tragia chlorocaulon ingår i släktet Tragia och familjen törelväxter. Inga underarter finns listade i Catalogue of Life.